# Козинська волость (Дубенський повіт)
Козинська волость — історична адміністративно-територіальна одиниця Дубенського повіту Волинської губернії з центром у містечку Козин.
Наприкінці ХІХ ст. волость було ліквідовано, більшість поселень, в т.ч. і містечко Козин відійшли до складу Крупецької волості, села Великі та Малі Жабокричі - до Теслугівської, а село Пелча - до Вербської волостей.
Станом на 1886 рік складалася з 36 поселень, 7 сільських громад. Населення — 5282 особи (2465 чоловічої статі та 2817 — жіночої), 567 дворових господарства.
|                     | Площа, десятин | У тому числі орної, десятин |
| ------------------- | -------------- | --------------------------- |
| Сільських громад    | 7008           | 5918                        |
| Приватної власності | 10421          | 2487                        |
| Іншої власності     | 401            | 239                         |
| Загалом             | 17830          | 8694                        |

Основні поселення волості:
- Козин — колишнє власницьке містечко за 30 верст від повітового міста, 430 осіб, 55 дворів; волосне правління, православна церква, школа, 2 постоялих будинки, 21 лавка, 11 ярмарок. За 15 верст - каменоломня в урочищі Калитярня.
- Великі Жабокрики — колишнє власницьке село, 510 осіб, 62 двори, православна церква, 2 каплиці, постоялий будинок.
- Малі Жабокрики — колишнє власницьке село, 350 осіб, 46 дворів, православна церква, постоялий будинок.
- Пелча — колишнє власницьке село, 600 осіб, 80 дворів, православна церква, постоялий будинок.
- Пусте Іванне — колишнє власницьке село, 250 осіб, 36 дворів, православна церква, постоялий будинок, водяний млин.
- Рудня (Руденщизна) — колишнє власницьке село, 89 осіб, 14 дворів, поштова станція, постоялий двір, постоялий будинок, водяний млин.
- Середнє — колишнє власницьке село, 60 осіб, 8 дворів, 2 водяних млини, смоляний завод.
- Старики  — колишнє власницьке село, 160 осіб, 26 дворів, винокурний завод.
- Тарнавка — колишнє власницьке село при річці Плящеві, 185 осіб, 24 двори, водяний млин, пивоварний завод.